# الدوينيب
الدِّوينيب هي قرية صغيرة من قرى الحصاحيصا بولاية الجزيرة في قلب السودان، تقع على الضفة الغربية من النيل الأزرق على الطريق السريع بين مدينة الخرطوم ومدينة ود مدني مرورا بالحصاحيصا تحدها قرى ود الفأدنى واربجي من الشمال والفقراءوالعمارة طه من الغرب والشيخ طه والعيكورة جنوبا اما من جهة الشرق فتحدها ضفاف النيل الأزرق. اصل التسمية هي من كلمة (ديناب) وهو بيت صغير من القش. وقيل انه اسم لبيت المال أو مجلس الضيوف أيام دولة علوة التي كانت مدينة اربجي ميناء لها وفي الأخيرة ديناب. أما الدوينيب فهو تصغير من ديناب.